# Fomoria ruwenzoriensis
Fomoria ruwenzoriensis is een vlinder van de familie van de dwergmineermotten (Nepticulidae), van de onderfamilie van de Nepticulinae. De wetenschappelijke naam van deze soort is voor het eerst voorgesteld als Stigmella ruwenzoriensis door John David Bradley in een publicatie uit 1965.
De soort komt voor in Oeganda.